# Cedar Mill, Oregon
Cedar Mill là một khu thống kê và là một cộng đồng chưa hợp nhất trong quận Washington, tiểu bang Oregon, Hoa Kỳ. Nó nằm phần lớn ở phía bắc của Quốc lộ Hoa Kỳ 26 và phía tây của Đá Willamette. Nó được đặt tên theo tên của một xưởng cưa trên Lạch Cedar Mill. Theo điều tra dân số năm 2000, cộng đồng này có tổng dân số là 12.597 người.

## Lịch sử
Đa số đất đai ở đây có đặc điểm của vùng Thung lũng Tualatin, được định cư theo Đạo luật khai khẩn đất hoang năm 1850. Nó trở thành một khu học chánh vào năm 1856. Theo sách Oregon Geographic Names, một trạm bưu điện được thiết lập vào năm 1874 trong ngôi nhà thời trẻ của John Quincy Adams. Ngôi nhà này vẫn còn nằm trên Đường Cornell và đang được sửa sang để trở thành khu vui chơi giải trí và Công viên Tualatin Hills Park.

## Địa lý
Cedar Mill nằm ở vị trí 45°31′50″B 122°48′15″T / 45,53056°B 122,80417°TĐã đưa tham số không hợp lệ vào hàm {{#coordinates:}} (45.530689, -122.804134)1.
Theo Cục điều tra dân số Hoa Kỳ, khu thống kê này có tổng diện tích 3,7 dặm vuông Anh (9,6 km²), tất cả đều là đất.